# Opisthosporidia
Opisthosporidia o también Cryptomycota sensu lato, es un grupo de hongos unicelulares parásitos obligados, por lo general intracelulares que producen esporas o zoosporas. Constituyen un grupo basal de los hongos. Anteriormente fueron considerados protistas o protozoos. Pero se ha revelado que los diferentes subgrupos presentan quitina a nivel de la pared celular o al menos de las esporas, una característica universal de los hongos. La quitina está asociada a α- y β-glucanos, para ello, se utilizan enzimas quitina sintetasas específicas de tipo IV, al igual que en la mayoría de hongos más evolucionados.

## Implicaciones evolutivas
Se considera que es posible que el modo de vida parasitario esté relacionado con el origen de los hongos. El parasitismo podría haber favorecido la nutrición osmótrofa con pérdida de la fagotrofía; mientras que la rigidez obtenida a través de las paredes de quitina dan protección y determinan la pérdida de las tendencias ameboides. 

## Filogenia
Se ha postulado que podría ser un grupo monofilético del siguiente modo:
|               | Aphelidea                                                    |
|               |                                                              |
| Rozellomycota | \| \| Rozellidea \| \| \| \| \| \| Microsporidia \| \| \| \| |
|               | \| \| Rozellidea \| \| \| \| \| \| Microsporidia \| \| \| \| |
|               | Rozellidea                                                   |
|               |                                                              |
|               | Microsporidia                                                |
|               |                                                              |

|  | Rozellidea    |
|  |               |
|  | Microsporidia |
|  |               |

Sin embargo, estudios filogenéticos recientes han dado como resultado que Aphelidea estaría más relacionado con Eumycota el grupo de los hongos verdaderos, esto convertiría a Opisthosporidia en un taxón parafilético del cual se originan los hongos verdaderos:
|  | Rozellidea    |
|  |               |
|  | Microsporidia |
|  |               |

|  | Aphelidiomycota |
|  |                 |
|  | Eumycota        |
|  |                 |

|  | Rozellidea    |
|  |               |
|  | Microsporidia |
|  |               |

|  | Aphelidiomycota |
|  |                 |
|  | Eumycota        |
|  |                 |

|  | Rozellidea    |
|  |               |
|  | Microsporidia |
|  |               |

|  | Aphelidiomycota |
|  |                 |
|  | Eumycota        |
|  |                 |

|  | Rozellidea    |
|  |               |
|  | Microsporidia |
|  |               |

|  | Aphelidiomycota |
|  |                 |
|  | Eumycota        |
|  |                 |